# Communauté de communes Mézenc-Loire-Meygal
Die Communauté de communes Mézenc-Loire-Meygal ist ein französischer Gemeindeverband mit der Rechtsform einer Communauté de communes im Département Haute-Loire der Region Auvergne-Rhône-Alpes. Sie wurde am 27. Dezember 2016 gegründet und umfasst 22 Gemeinden. Der Sitz der Verwaltung befindet sich im Ort Saint-Julien-Chapteuil.

## Historische Entwicklung
Der Gemeindeverband entstand mit Wirkung vom 1. Januar 2017 durch die Fusion der Vorgängerorganisationen Communauté de communes du Mézenc et de la Loire Sauvage und Communauté de communes du Meygal, von der sich jedoch zwei Gemeinden der Communauté d’agglomération du Puy-en-Velay angeschlossen haben.

## Mitgliedsgemeinden
| Gemeinde                                   | Einwohner 1. Januar 2022 | Fläche km² | Dichte Einw./km² | Code INSEE | Postleitzahl |
| ------------------------------------------ | ------------------------ | ---------- | ---------------- | ---------- | ------------ |
| Alleyrac                                   | 118                      | 11,34      | 10               | 43004      | 43150        |
| Chadron                                    | 348                      | 13,62      | 26               | 43047      | 43150        |
| Champclause                                | 203                      | 22,27      | 9                | 43053      | 43260        |
| Chaudeyrolles                              | 128                      | 18,90      | 7                | 43066      | 43430        |
| Fay-sur-Lignon                             | 344                      | 13,24      | 26               | 43092      | 43430        |
| Freycenet-la-Cuche                         | 105                      | 16,25      | 6                | 43097      | 43150        |
| Freycenet-la-Tour                          | 114                      | 7,93       | 14               | 43098      | 43150        |
| Goudet                                     | 75                       | 4,50       | 17               | 43101      | 43150        |
| Lantriac                                   | 1.929                    | 22,83      | 84               | 43113      | 43260        |
| Laussonne                                  | 1.019                    | 25,11      | 41               | 43115      | 43150        |
| Le Monastier-sur-Gazeille                  | 1.773                    | 39,39      | 45               | 43135      | 43150        |
| Les Estables                               | 318                      | 33,94      | 9                | 43091      | 43150        |
| Les Vastres                                | 191                      | 30,34      | 6                | 43253      | 43430        |
| Montusclat                                 | 123                      | 10,47      | 12               | 43143      | 43260        |
| Moudeyres                                  | 108                      | 9,25       | 12               | 43144      | 43150        |
| Présailles                                 | 110                      | 22,23      | 5                | 43156      | 43150        |
| Queyrières                                 | 357                      | 13,95      | 26               | 43158      | 43260        |
| Saint-Front                                | 413                      | 52,33      | 8                | 43186      | 43550        |
| Saint-Julien-Chapteuil                     | 2.021                    | 28,26      | 72               | 43200      | 43260        |
| Saint-Martin-de-Fugères                    | 228                      | 20,87      | 11               | 43210      | 43150        |
| Saint-Pierre-Eynac                         | 1.250                    | 23,99      | 52               | 43218      | 43260        |
| Salettes                                   | 154                      | 20,28      | 8                | 43231      | 43150        |
| Communauté de communes Mézenc-Loire-Meygal | 11.429                   | 461,29     | 25               | –          | –            |